# 阿米奧特群島
67°36′S 69°38′W / 67.600°S 69.633°W
阿米奧特群島（Amiot Islands），是南極洲的群島，處於阿德里亞索拉角以西17公里，由讓-巴蒂斯特·夏古率領的法國探險隊發現，現時由南極條約體系管理。